# 艾德利·拉奇曼
艾德利·史丹·拉奇曼（英語：Adley Stan Rutschman，1998年2月6日—）為美國職棒大聯盟的捕手，目前效力於巴爾的摩金鶯隊。拉奇曼畢業於俄勒岡州立大學，並在2019年投身大聯盟選秀，以狀元之姿加盟金鶯。他在2022年登上大聯盟。

## 職業生涯
2019年大聯盟選秀，握有狀元籤的金鶯隊選進拉奇曼。他以810萬美元的簽約金寫下史上最高簽約金紀錄。他在一年內從新人聯盟快速晉升到1A，整年的打擊率為2成54，並敲出4轟與26分打點。
2020年，小聯盟賽事因疫情全面取消。2021年，拉奇曼升上2A。他在6月入選全明星未來之星賽，並在8月9日升上3A。他在3A的打擊率為3成12，並敲出5轟與20分打點。
2022年，球隊預計讓拉奇曼在大聯盟開季就登上大聯盟，不過拉奇曼卻在這時弄傷三頭肌。5月21日，拉奇曼傷勢痊癒，也成功登上大聯盟。他在初登板就以三壘安打做為他的大聯盟首安。 該年，拉奇曼共出賽了113場比賽，繳出了.254/.362/.445的打擊成績，並敲出了35支二壘打，13轟和42分打點。他因此獲得了當地媒體票選的2022年自家最有價值球員獎(Louis M. Hatter Most Valuable Oriole Award)。
2023年開幕戰，以5支5開啟了新球季，其中還包括一支全壘打，成為自1937年以來第一位在開幕戰中完成此壯舉MLB球員。 該年，他首次入選了明星賽， 同時還參加了2023年全壘打大賽。他在第一輪敲出27支全壘打，但不敵芝加哥白襪的路易斯·羅伯特敲出的28支全壘打後被淘汰出局。拉奇曼是一名左右開弓的球員，在全壘打大賽中他以左打敲出了20支全壘打，右打敲出了7支全壘打。2023年8月10日，拉奇曼以左打敲出超越延伸左外野牆的全壘打，為金鶯主場最近一次（2022年）改建以來首見。
最終，他在2023年賽季繳出了.271/.374/.435的打擊成績，並敲出20轟和80分打點。拉奇曼也首次贏得了美聯捕手的銀棒獎。

## 個人生活
拉奇曼的爺爺埃德是一名美式足球選手，同時也是一名棒球教練。

## 外部連結
- 球員資訊和成績在MLB，ESPN，Baseball-Reference，Fangraphs（英文）

| 前任： 凱西·麥茲 | 大聯盟選秀狀元 2019年 | 繼任： 史賓塞·托克爾森 |